# Daukšiai (Marijampolė län)
Daukšiai är en ort i Marijampolė län i södra Litauen. Enligt folkräkningen från 2011 har staden ett invånarantal på 275 personer.